# ريكسهام
ريكسهام هي مدينة سوق تقع في ويلز، المملكة المتحدة.

## أنظر أيضا
- جويرسيلت